# 김경희 (1955년)
김경희(金敬姬, 1955년 5월 11일~)는 대한민국의 정치인이다. 제39대 이천시장이다.

## 학력
- 백사국민학교(졸업)
- 이천양정여자중학교(졸업)
- 인화여자고등학교(졸업)
- 한국방송통신대학교(전자계산학 학사)
- 이화여자대학교 정책과학대학원(정책학 석사)

## 경력
- 행정자치부 여성정책담당관
- 행정자치부 주민제도팀 팀장
- 행정자치부 인사혁신팀 팀장
- 2008.03 ~ 2008.12: 행정안전부 감사담당관
- 2009.01 ~ 2011.12: 경기도청 복지여성정책실장→비전기획관
- 2012.01 ~ 2013.06: 제13대 경기도 이천시 부시장
- 2013.07 ~ 2014.04: 경기개발연구원 사무처장
- 2022.07 ~ : 제40대 민선 8기 경기도 이천시장

## 역대 선거 결과
|  | 38.74% |

|  | 42.49% |

|  | 54.58% |

| 전임 엄태준 | 제39대 경기도 이천시장(민선) 2022년 7월 1일~ |  |